# Centrale de Bath County
La centrale hydroélectrique de Bath County est une centrale hydroélectrique de pompage-turbinage des États-Unis, qui a été présentée comme « la plus grande batterie du monde » à sa construction, en raison de sa puissance de 3 003 MW en faisait la centrale de ce type la plus puissante du monde. Elle est capable de stocker 24 GWh.
La centrale est située au nord du Comté de Bath (Virginie), dans la forêt nationale George Washington, sur le versant sud-est de la ligne de partage des eaux orientale qui forme à cet endroit la frontière entre la Virginie et la Virginie-Occidentale.
L'aménagement hydroélectrique de Bath County est constitué de deux réservoirs séparés par environ 380 m d'altitude.

## Historique
La construction de la centrale, d'une puissance originelle de 2 100 MW, commença en mars 1977 et se termina en décembre 1985 pour un coût de 1,6 milliard de dollars américain (soit 4,5 milliards de dollars valeur 2023). Voith Hydro (coentreprise de Voith et Siemens) modernisa les six turbines entre 2004 et 2009, accroissant leur puissance de turbinage à 500,5 MW et leur puissance en pompage à 480 MW par turbine.

## Entités propriétaires, gestionnaires et clientes
Bath County Station appartient à Dominion Resources (60 %) et à Allegheny Energy, filiale de FirstEnergy (40 %), et est exploitée par Dominion. Elle « stocke l'électricité » pour PJM Interconnection, un gestionnaire de réseau de transport qui dessert 60 millions de personnes dans 13 États et le District de Columbia.

## Capacités
Sa puissance de 3 003 MW faisait de la centrale de Bath County la plus puissante station de pompage-turbinage du monde. Elle est capable de stocker 24 GWh. Elle a été dépassée en 2021 par la station de pompage turbinage de Fengning (3 600 MW de puissance et 40 GWh stockés),)

## Caractéristiques techniques des réservoirs
Les réservoirs supérieur et inférieur ont été créés au moyen de barrages en remblai de terre et de roches.
Le réservoir supérieur, sur Little Back Creek, est retenu par un barrage haut de 140 m, long de 671 m et d'un volume structurel de 13,76 millions de m³ ; il a une surface de 110 hectares et une capacité de stockage de 43,9 millions de m³.
Le réservoir inférieur, sur Back Creek, affluent de la Jackson River, est retenu par un barrage haut de 41 m et long de 732 m et d'un volume structurel de 3,06 millions de mètres cubes qui crée un réservoir de 220 hectares d'une capacité de stockage de 34,45 millions de m³,.
Back Creek et Little Back Creek, les sources de l'eau utilisée pour créer les réservoirs et qui sont des affluents de la James River, ont un débit assez faible mais, comme l'eau est pompée et turbinée entre les 2 réservoirs de façon équilibrée, les seuls prélèvements d'eau effectuées dans ces torrents depuis que ces réservoirs sont pleins sont ceux qui sont nécessaires pour remplacer l'eau perdue par évaporation. Pendant les séquences de fonctionnement des pompes/turbines, le niveau d'eau fluctue d'environ 30 m dans le réservoir supérieur et 20 m dans le réservoir inférieur.

## Conduite forcée
La connexion entre le réservoir supérieur et la centrale prend la forme de trois conduites d'eau de 945 à 1 097 m de long. Chacune de ces conduites mène à un puits de 302 m de profondeur qui bifurque en deux conduites forcées (soit six au total) avant de parvenir aux turbines. Chaque conduite forcée a un diamètre de 5 m et entre 274 et 384 m de longueur.
La pression statique maximale dans les conduites forcées est de 402 m.
Pendant le turbinage, le débit d'eau peut atteindre 51 000 mètres cubes par minute (850 m3/s). Pendant le pompage, il peut atteindre 48 000 mètres cubes par minute (800 m3/s).

## Centrale électrique
La centrale est équipée de six turbines Francis réversibles dont la puissance unitaire est de 500,5 MW en turbinage et de 480 MW en pompage.

## Transfert d'énergie par pompage
L'eau est déversée depuis le réservoir supérieur et est turbinée pour produire de l'électricité pendant les périodes de forte demande. Pendant les périodes de faible demande, de l'électricité produite par des centrales à charbon, nucléaires ou autres est utilisée pour pomper l'eau du réservoir inférieur vers le réservoir supérieur.
Bien que cette centrale dépense plus d'électricité qu'elle n'en produit, elle permet aux autres centrales de fonctionner au plus près de leur rendement optimal, apportant ainsi un gain économique global ; plus précisément, elle éponge en heures creuses les excédents des centrales les moins coûteuses et économise pendant la pointe les moyens de production dont les coûts variables sont les plus élevés.

## Source de traduction
- (en) Cet article est partiellement ou en totalité issu de l’article de Wikipédia en anglais intitulé « Bath County Pumped Storage Station » (voir la liste des auteurs).